# Peter Rørdam
Peter Rørdam (født 6. maj 1806 i Serup Præstegård, død 18. september 1883 i Lyngby Præstegård) var en dansk præst, broder til Hans Christian Rørdam.
Rørdam blev student 1823, var huslærer i Sengeløse Præstegård 1824—27, blev cand. theol. 1829, var derefter huslærer i Hillerød indtil 1831. 1831—41 virkede han som lærer i København. Rørdam havde sjældne gaver som lærer. Han var en discipel af Grundtvig, med hvem han siden blev besvogret, men i discipelforholdet var han altid sig selv. Som lærer især i de københavnske Asylskoler kunne han virkeliggøre de grundtvigske friskoletanker. Ved sit arbejde i asylerne kom han i forbindelse med den senere Dronning Caroline Amalie, og de sluttede et venskab for livet. 1841 blev Rørdam sognepræst i Mern ved Præstø, og her førte han, »den danske bondepræst i Mern«, et forbilledligt præsteliv, han sang, prædikede og talte og skabte liv og glæde rundt om. En stor skuffelse var det for ham, da bønderne 1848 valgte væver Hans Hansen fra Mern ind i Den Grundlovgivende Rigsforsamling i stedet for H. N. Clausen. 1856 blev Rørdam sognepræst i Lyngby ved København, hvor han virkede næsten lige til sin død, kun afbrudt af Krigen 1864, da han gik med som feltpræst og lærte soldaterne at synge og gav dem og officererne indtryk af kristenlivets alvor. Til brug for hæren samlede han »Salmer for danske Krigere« (1864), til brug i Lyngby samlede han »Lyngby-Salmebogen«. I Lyngby og i Taarbæk Kapel flokkedes en mængde tilhørere om hans prædikestol, han kunne tale både de største og de mindste til hjerte, og over for alle var han den samme Peter Rørdam. Da Det Forenede Venstre dannedes, blev han bange for, at talmajestæten skulle bringe Danmark til undergang, og med bange anelser om sit fædrelands fremtid gik han i graven. Kort efter at have taget sin afsked døde han i sin præstegaard.